# 2016年NBA总决赛
2016年NBA總决赛是2015-16 NBA賽季的最後一場系列賽程，於2016年6月2日至6月19日進行，由東部聯盟冠軍克里夫蘭騎士對西部聯盟冠軍金州勇士，比賽採用七戰四勝制2-2-1-1-1的形式，這也是繼2013年、2014年邁阿密熱火和聖安東尼奧馬刺後，連續兩年都在NBA總決賽碰頭。
克里夫蘭騎士在落後1-3的情況下讓三追四，4-3反勝金州勇士，不但成爲NBA總决赛史上首支落後1-3反勝的球隊，更爲克里夫蘭騎士帶來隊史首個總决赛冠軍。

## 季後賽成績
| 克里夫蘭騎士                                      | 克里夫蘭騎士 | 金州勇士   | 金州勇士                                                        |
| ------------------------------------------------- | ------------ | ---------- | --------------------------------------------------------------- |
| 57-25 (.695)/東岸第一，中部賽區冠軍，全聯盟第三名 | 常規賽       | 常規賽     | 73-9 (.890)/西岸第一，太平洋賽區冠軍，全聯盟第一名，NBA歷史第一 |
| 4-0擊敗底特律活塞                                 | 第一輪       | 第一輪     | 4-1擊敗休斯頓火箭                                               |
| 4-0擊敗亞特蘭大老鷹                               | 分區半決賽   | 分區半決賽 | 4-1擊敗波特蘭拓荒者                                             |
| 4-2擊敗多倫多暴龍                                 | 分區決賽     | 分區決賽   | 4-3擊敗俄克拉何马城雷霆                                         |

## 常規賽比數
金州勇士兩次交手都拿下勝利。
| 2015年12月25日 |

| Recap |

| 克里夫蘭騎士 83–89 金州勇士 |

| 2016年1月18日 |

| Recap |

| 金州勇士 132–98 克里夫蘭騎士 |

## 比賽摘要
| 6月2日 9:00 pm |

| 賽後數據 |

| 克里夫蘭騎士 89–104 金州勇士                                   |  |                                                                       |
| 每節分數： 24–28、19–24、25–22、21–30                          |  |                                                                       |
| 得分： 凱里·厄文 26 篮板： 凱文·洛夫 13 助攻： 雷霸龍·詹姆士 9 |  | 得分： 肖恩·利文斯顿 20 篮板： 德雷蒙德·格林 7 助攻： 德雷蒙德·格林 7 |
| 勇士1–0領先騎士                                                |  |                                                                       |

| 6月5日 8:00 pm |

| 賽後數據 |

| 克里夫蘭騎士 77–110 金州勇士                                          |  |                                                                                |
| 每節分數： 21–19、23–33、18–30、15–28                                 |  |                                                                                |
| 得分： 雷霸龍·詹姆士 19 篮板： 雷霸龍·詹姆士 8 助攻： 雷霸龍·詹姆士 9 |  | 得分： 德雷蒙德·格林 28 篮板： 德雷蒙德·格林 9 助攻： 格林, 利文斯顿, 湯普森 5 |
| 兩場之後 勇士取得系列賽2–0領先                                        |  |                                                                                |

| 6月8日 9:00 pm |

| 賽後數據 |

| 金州勇士 90–120 克里夫蘭騎士                                        |  |                                                                      |
| 每節分數： 16–33、27–18、26–38、20–31                               |  |                                                                      |
| 得分： 斯蒂芬·库里 19 篮板： 德雷蒙德·格林 7 助攻： 德雷蒙德·格林 7 |  | 得分： 雷霸龍·詹姆士 32 篮板： 特里斯坦·汤普森 13 助攻： 凱里·厄文 8 |
| 三場之後 勇士取得系列賽2–1領先                                      |  |                                                                      |

| 6月10日 9:00 pm |

| 賽後數據 |

| 金州勇士 108–97 克里夫蘭騎士                                         |  |                                                                    |
| 每節分數： 29–28、21–27、29–22、29–20                                |  |                                                                    |
| 得分： 斯蒂芬·库里 38 篮板： 德雷蒙德·格林 12 助攻： 安卓·伊古達拉 7 |  | 得分： 凱里·厄文 34 篮板： 雷霸龍·詹姆士 13 助攻： 雷霸龍·詹姆士 9 |
| 四場之後 勇士取得系列賽3–1聽牌                                       |  |                                                                    |

| 6月13日 9:00 pm |

| 賽後數據 |

| 克里夫蘭騎士 112–97 金州勇士                                          |  |                                                                      |
| 每節分數： 29–32、32–29、32–23、19–13                                 |  |                                                                      |
| 得分： 厄文, 詹姆士 41 篮板： 雷霸龍·詹姆士 16 助攻： 雷霸龍·詹姆士 7 |  | 得分： 克雷·湯普森 37 篮板： 安卓·伊古達拉 11 助攻： 安卓·伊古達拉 6 |
| 五場之後 勇士取得系列賽3–2聽牌                                        |  |                                                                      |

| 6月16日 9:00 pm |

| 賽後數據 |

| 金州勇士 101–115 克里夫蘭騎士                                        |  |                                                                           |
| 每節分數： 11–31、32–28、28–21、30–35                                |  |                                                                           |
| 得分： 斯蒂芬·库里 30 篮板： 德雷蒙德·格林 10 助攻： 德雷蒙德·格林 6 |  | 得分： 雷霸龍·詹姆士 41 篮板： 特里斯坦·汤普森 16 助攻： 雷霸龍·詹姆士 11 |
| 六場之後 系列賽3–3平手                                               |  |                                                                           |

| 6月19日 8:00 pm |

| 賽後數據 |

| 克里夫蘭騎士 93–89 金州勇士                                         |  |                                                                        |
| 每節分數： 23–22、19–27、33–27、18–13                               |  |                                                                        |
| 得分： 雷霸龍·詹姆士 27 篮板： 凱文·洛夫 14 助攻： 雷霸龍·詹姆士 11 |  | 得分： 德雷蒙德·格林 32 篮板： 德雷蒙德·格林 15 助攻： 德雷蒙德·格林 9 |
| 騎士4–3擊敗勇士 奪得2016年NBA總冠軍                                 |  |                                                                        |